# Terry Cooke
Terry Cooke est un footballeur anglais né le 5 août 1976 à Marston Green, Angleterre.

## Palmarès
Avec Manchester United:
- FA Youth Cup: 1994
- Meilleur jeune joueur de l'année en Angleterre: 1995

Avec les Colorado Rapids:
- Joueur de la semaine: 2008 - Semaine 1